# Alessandro François
Alessandro François (ur. 1796 we Florencji, zm. 1857 tamże) – włoski archeolog, badacz kultury etruskiej. Znany jako odkrywca Grobu François oraz czarnofigurowego krateru, tzw. wazy François.